# 优素福·穆斯坦西尔
阿布·雅各布·优素福·穆斯坦西尔（阿拉伯语：‎，约1203年—1224年），又称优素福二世，穆瓦希德王朝哈里发，1213年至1224年在位。

## 生平
穆斯坦西尔即位时年仅十岁，绰号是穆斯坦西尔的涵义是“求安拉帮助者”（al-Mustansir bi-Llah）。其父穆罕默德·纳西尔临终前在病榻上指派他即位，纳西尔过世后，部落谢赫会议商议决定由穆斯坦西尔即位。穆斯坦西尔的母亲加玛尔是一位基督徒，原本是一位奴隶。
穆斯坦西尔爱好享乐，他将朝政交给群臣和王族共同定夺，如年长王族，伊夫起亚总督阿布·阿卜杜拉·穆罕默德，马拉喀什宫廷大臣，马斯穆达部落领袖等。难以统一的集体政治显然充满弊端，此前其父在托洛萨会战中的惨败也令帝国陷入危机，导致一系列叛乱爆发。伊夫起亚最终脱离穆瓦希德王朝的控制而独立，成为哈夫斯王朝。
1224年初，他在和宠物牛玩耍时意外丧命，年仅21岁，并未留下继承人。大臣伊本·贾米迅速推举其伯祖父阿卜杜勒-瓦希德·马赫卢即位。然而，安达卢斯的王公不满于这一草率决定，推选安达卢斯总督、穆罕默德·纳西尔的兄弟阿卜杜拉·阿迪勒为哈里发，穆瓦希德王朝就此分裂，陷入内乱。

## 维齐尔
- 阿布·赛义德·奥斯曼·贾米（Abu Sa‘id Uthman ibn Jam‘i，1214，1214–1223）
- 阿布·叶海亚·希兹拉吉（Abu Yahya al-Hizraji，1214）
- 阿布·阿里·本·阿什拉菲（Abu ‘Ali ibn Ashrafi，1214）

### 书目
- Julien, Charles-André. . 1931.

| 前任： 穆罕默德·纳西尔 | 穆瓦希德王朝 1213–1224 | 繼任： 阿卜杜勒-瓦希德·马赫卢 |